# Trogoxylon giacobbii
Trogoxylon giacobbii is een keversoort uit de familie boorkevers (Bostrichidae). De wetenschappelijke naam van de soort is voor het eerst geldig gepubliceerd in 1957 door Santoro.